# Xabàkia
La xabàkia (amazic estàndard marroquí: ⵛⴻⴱⴱⴰⴽⵢⴰ, Cebbakya; àrab: شباكية, xabākiyya) és un dolç d'origen marroquí fet de tires de massa enrotllades en forma de rosa, fregits fins daurar, arrebossats després amb un almívar fet de mel i aiguanaf i esquitxats amb sèsam. Normalment es consumeix durant el Ramadà.

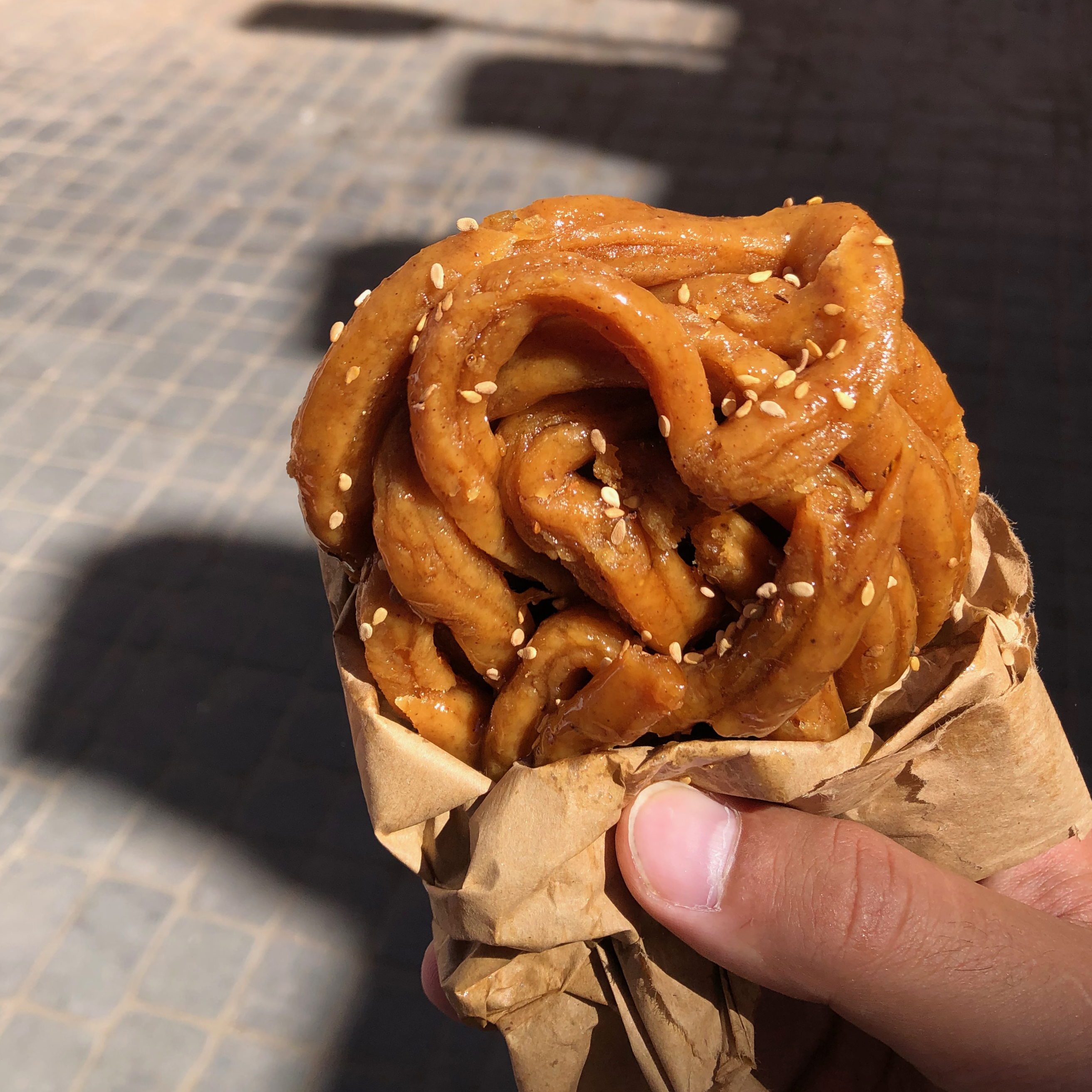
Una shebakia massiva a Marràqueix.

Dolços semblants són el cartellate i els fazuelos, encara que aquests últims estan construïts de manera diferent, i són més prims i menys densos.